# باگویو ونگ
باگویو ونگ (انگلیسی: Baguio Wong؛ زادهٔ ) یک بازیکن تنیس روی میز اهل جمهوری خلق چین است. 
وی در مسابقات کشوری و بین‌المللی در مجموع برنده ۵ مدال طلا، ۳ مدال نقره شده‌است.